# Genoa CFC
Genoa Cricket and Football Club este un club de fotbal și cricket din Genova, Italia, care evoluează în Serie A. Echipa susține meciurile de acasă pe Stadio Luigi Ferraris cu o capacitate de 36.536 locuri, arenă pe care o împarte cu cealaltă echipă importantă din oraș, Sampdoria Genova. De-a lungul timpului, Genoa a câștigat nouă titluri de campioană a Italiei, primul în 1898, ultimul în 1924.

## Palmares

### Titluri naționale
Serie A: 
- Campion (9): 1897–98; 1898–99; 1899–1900; 1901–02; 1902–03; 1903–04; 1914–15; 1922–23; 1923–24
- Vice-campion (8): 1900–01; 1904–05; 1912–13; 1913–14; 1921–22; 1924–25; 1927–28; 1929–30

Coppa Italia: 1
- Câștigător: 1936–37
- Finalist: 1939–40

Serie B: 6
- Campion: 1934–35, 1952–53, 1961–62, 1972–73, 1975–76, 1988–89
- Vice-campion: 1980–81
- Promovare: 2006–07

Serie C / Serie C1: 1
- Campion: 1970–71
- Vice-campion : 2005–06

Palla Dapples: 13
- Câștigător: 1903–1909

### Titluri europene
Cupa Mitropa:
- Finalistă: 1990

Coppa delle Alpi: 2
- Câștigător: 1962, 1964

Cupa Anglo-Italiană: 1
- Câștigător: 1996

### Prezențe în ligile profesioniste ale Italiei
| Liga | Ani | Debut                              | Ultimul sezon      |
| ---- | --- | ---------------------------------- | ------------------ |
| A    | 84  | Italian Football Championship 1898 | Serie A 2024-2025  |
| B    | 34  | Serie B 1934-35                    | Serie B 2022-2023  |
| C    | 2   | Serie C 1970-71                    | Serie C1 2005-2006 |

## Lotul actual
La 15 august 2025.
| Nr. |           | Poziție | Jucător               |
| --- | --------- | ------- | --------------------- |
|     | Argentina | M       | Valentín Carboni⁠(d)   |
|     | Ghana     | M       | Caleb Ekuban⁠(d)       |
|     | Norvegia  | M       | Morten Thorsby⁠(d)     |
|     | Italia    | P       | Nicola Leali⁠(d)       |
|     | Spania    | F       | Aarón Martín⁠(d)       |
|     | Norvegia  | M       | Emil Bohinen⁠(d)       |
|     | Norvegia  | F       | Leo Skiri Østigård⁠(d) |
|     | Elveția   | P       | Benjamin Siegrist⁠(d)  |
|     | Mexic     | F       | Johan Vázquez⁠(d)      |
|     | România   | M       | Nicușor Stanciu       |

| Nr. |           | Poziție | Jucător                 |
| --- | --------- | ------- | ----------------------- |
|     | Danemarca | M       | Morten Frendrup⁠(d)      |
|     | Italia    | F       | Alessandro Vogliacco⁠(d) |
|     | Italia    | P       | Daniele Sommariva⁠(d)    |
|     | Austria   | P       | Franz Stolz⁠(d)          |
|     | Italia    | A       | Lorenzo Colombo⁠(d)      |
|     | Brazilia  | A       | Junior Messias⁠(d)       |
|     | Ucraina   | M       | Ruslan Malinovskîi⁠(d)   |
|     | Italia    | F       | Stefano Sabelli⁠(d)      |
|     | Danemarca | M       | Albert Grønbæk⁠(d)       |

### Jucători împrumutați
| Nr. |         | Poziție | Jucător                          |
| --- | ------- | ------- | -------------------------------- |
|     | Uruguay |         | Alan Matturro⁠(d) (la Levante UD) |

## Istoric președinți
Istoricul președinților clubului.
| Nume                    | Perioada |
| ----------------------- | -------- |
| Charles De Grave Sells  | 1893–97  |
| Hermann Bauer           | 1897–99  |
| Daniel G. Fawcus        | 1899–04  |
| Edoardo Pasteur         | 1904–09  |
| Vieri Arnaldo Goetzloff | 1909–10  |
| Edoardo Pasteur         | 1910–11  |
| Luigi Aicardi           | 1911–13  |
| George Davidson         | 1913–20  |
| Guido Sanguineti        | 1920–26  |
| Vincent Ardissone       | 1926–33  |
| Alessandro Tarabini     | 1933–34  |
| Alfredo Costa           | 1934–36  |
| Juan Culiolo            | 1936–41  |
| Nino Bertoni            | 1941–42  |

| Nume                   | Perioada |
| ---------------------- | -------- |
| Giovanni Gavarone      | 1942–43  |
| Nino Bertoni           | 1943–44  |
| Aldo Mairano           | 1944–45  |
| Antonio Lorenzo        | 1945–46  |
| Edoardo Pasteur        | 1946     |
| Giovanni Peragallo     | 1946     |
| Massimo Poggi          | 1946–50  |
| Ernesto Cauvin         | 1951–53  |
| Ugo Valperga           | 1953–54  |
| Comitetul Prezidențial | 1954–58  |
| Fausto Gadolla         | 1958–60  |
| Comitetul Prezidențial | 1960–63  |
| Giacomo Berrino        | 1963–66  |
| Ugo Maria Failla       | 1966–67  |

| Nume              | Perioada |
| ----------------- | -------- |
| Renzo Fossati     | 1967–70  |
| Virgilio Bazzani  | 1970     |
| Angelo Tongiani   | 1970–71  |
| Gianni Meneghini  | 1971–72  |
| Giacomo Berrino   | 1972–74  |
| Renzo Fossati     | 1974–85  |
| Aldo Spinelli     | 1985–97  |
| Massimo Mauro     | 1997–99  |
| Gianni Scerni     | 1999–01  |
| Luigi Dalla Costa | 2001–03  |
| Stefano Campoccia | 2003     |
| Enrico Preziosi   | 2003–21  |
| Alberto Zangrillo | 2021–    |

## Istoric antrenori
Istoricul antrenorilor clubului începând din 1896, până în prezent.
| Nume                                                                                                | Perioada |
| --------------------------------------------------------------------------------------------------- | -------- |
| Comisie tehnică                                                                                     | 1893–96  |
| James Richardson Spensley                                                                           | 1896–07  |
| Comisie tehnică                                                                                     | 1907–12  |
| William Garbutt                                                                                     | 1912–27  |
| Renzo De Vecchi                                                                                     | 1927–30  |
| Gèza Székány                                                                                        | 1930–31  |
| Luigi Burlando Guillermo Stábile                                                                    | 1931–32  |
| Karl Rumbold                                                                                        | 1932–33  |
| József Nagy                                                                                         | 1933–34  |
| Vittorio Faroppa apoi Renzo De Vecchi                                                               | 1934–35  |
| György Orth                                                                                         | 1935–36  |
| Hermann Felsner                                                                                     | 1936–37  |
| William Garbutt                                                                                     | 1937–39  |
| Ottavio Barbieri William Garbutt                                                                    | 1939–40  |
| Ottavio Barbieri                                                                                    | 1940–41  |
| Guido Ara                                                                                           | 1941–43  |
| Ottavio Barbieri apoi József Viola                                                                  | 1945–46  |
| William Garbutt                                                                                     | 1946–48  |
| Federico Allasio                                                                                    | 1948–49  |
| David John Astley apoi David John Astley și Federico Allasio apoi Manlio Bacigalupo                 | 1949–50  |
| Manlio Bacigalupo                                                                                   | 1950–51  |
| Imre Senkey apoi Valentino Sala și Giacinto Ellena                                                  | 1951–52  |
| Giacinto Ellena                                                                                     | 1952–53  |
| György Sárosi apoi Ermelindo Bonilauri                                                              | 1953–55  |
| Renzo Magli                                                                                         | 1955–58  |
| Annibale Frossi                                                                                     | 1958–59  |
| Antonio Busini Gipo Poggi apoi Jesse Carver apoi Annibale Frossi                                    | 1959–60  |
| Annibale Frossi                                                                                     | 1960–61  |
| Renato Gei                                                                                          | 1961–63  |
| Beniamino Santos                                                                                    | 1963–64  |
| Paulo Amaral apoi Roberto Lerici                                                                    | 1964–65  |
| Luigi Bonizzoni                                                                                     | 1965–66  |
| Giorgio Ghezzi apoi Paolo Tabanelli                                                                 | 1966–67  |
| Livio Fongaro apoi Aldo Campatelli                                                                  | 1967–68  |
| Aldo Campatelli apoi Aldo Campatelli și Maurizio Bruno                                              | 1968–69  |
| Franco Viviani apoi Maurizio Bruno și Ermelindo Bonilauri apoi Aredio Gimona și Ermelindo Bonilauri | 1969–70  |
| Arturo Silvestri                                                                                    | 1970–74  |
| Guido Vincenzi                                                                                      | 1974–75  |
| Gigi Simoni                                                                                         | 1975–78  |

| Nume                                                            | Perioada    |
| --------------------------------------------------------------- | ----------- |
| Pietro Maroso apoi Ettore Puricelli apoi Gianni Bui             | 1978–79     |
| Gianni Di Marzio                                                | 1979–80     |
| Gigi Simoni                                                     | 1980–84     |
| Tarcisio Burgnich                                               | 1984–86     |
| Attilio Perotti                                                 | 1986–87     |
| Gigi Simoni apoi Attilio Perotti                                | 1987–88     |
| Franco Scoglio                                                  | 1988–90     |
| Osvaldo Bagnoli                                                 | 1990–92     |
| Bruno Giorgi apoi Luigi Maifredi apoi Claudio Maselli           | 1992–93     |
| Claudio Maselli apoi Franco Scoglio                             | 1993–94     |
| Franco Scoglio apoi Giuseppe Marchioro apoi Claudio Maselli     | 1994–95     |
| Gigi Radice apoi Gaetano Salvemini                              | 1995–96     |
| Attilio Perotti                                                 | 1996 – 1997 |
| Gaetano Salvemini                                               | 1997        |
| Claudio Maselli                                                 | 1997        |
| Tarcisio Burgnich                                               | 1997–98     |
| Giuseppe Pillon                                                 | 1998 – 1998 |
| Luigi Cagni                                                     | 1998 – 1999 |
| Delio Rossi                                                     | 1999 – 2000 |
| Bruno Bolchi                                                    | 2000        |
| Guido Carboni Alfredo Magni                                     | 2000 – 2000 |
| Bruno Bolchi                                                    | 2001        |
| Claudio Onofri                                                  | 2001        |
| Franco Scoglio                                                  | 2001        |
| Edoardo Reja                                                    | 2001 – 2002 |
| Claudio Onofri                                                  | 2002        |
| Vincenzo Torrente Rino Lavezzini                                | 2002 – 2003 |
| Roberto Donadoni                                                | 2003 – 2003 |
| Luigi De Canio                                                  | 2003 – 2003 |
| Serse Cosmi                                                     | 2004 – 2005 |
| Francesco Guidolin                                              | 2005 – 2005 |
| Giovanni Vavassori apoi Attilio Perotti apoi Giovanni Vavassori | 2005 – 2006 |
| Gian Piero Gasperini                                            | 2006 – 2010 |
| Davide Ballardini                                               | 2010 – 2011 |
| Alberto Malesani                                                | 2011 – 2011 |
| Pasquale Marino                                                 | 2011 – 2012 |
| Alberto Malesani                                                | 2012        |
| Luigi De Canio                                                  | 2012 – 2012 |
| Luigi Delneri                                                   | 2012 – 2013 |
| Davide Ballardini                                               | 2013 – 2013 |
| Fabio Liverani                                                  | 2013 – 2013 |
| Gian Piero Gasperini                                            | 2013 – 2016 |

| Nume                | Perioada    |
| ------------------- | ----------- |
| Ivan Jurić          | 2016 – 2017 |
| Andrea Mandorlini   | 2017        |
| Ivan Jurić          | 2017        |
| Davide Ballardini   | 2017 – 2018 |
| Ivan Jurić          | 2018        |
| Cesare Prandelli    | 2018 – 2019 |
| Aurelio Andreazzoli | 2019        |
| Thiago Motta        | 2019        |
| Davide Nicola       | 2019–2020   |
| Rolando Maran       | 2020        |
| Davide Ballardini   | 2020–2021   |
| Andrei Șevcenko     | 2021–2022   |
| Alexander Blessin   | 2022        |
| Alberto Gilardino   | 2022–2024   |
| Patrick Vieira      | 2024–       |